# Bournemouth
Bournemouth [bórnməθ] je velké přímořské letovisko a zároveň jednostupňový administrativní celek na jižním pobřeží Anglie v hrabství Dorset. Podle sčítání lidu z roku 2010 má 168 000 obyvatel a je tedy největším městem Dorsetu.

## Historie
Městečko založil v roce 1810 Lewis Tregonwell a k jeho rozvoji přispěla stavba železnice. V roce 1870 byl Bournemouth oficiálně uznán jako město. Původně spadal pod hrabství Hampshire, součástí Dorsetu se stal při reorganizaci místní samosprávy v roce 1974. Od roku 1997 má město tzv. unitary authority.

## Zajímavosti
Bournemouth je oblíbený zejména jako rekreační oblast, díky své poloze dvě hodiny jízdy od Londýna je populárním cílem pro obyvatele metropole, kteří sem zajíždějí především na víkendové pobyty u moře. Bournemouth se nachází přímo na Jurském pobřeží, 155 km dlouhém úseku krásného a z větší části panenského pobřeží, které bylo nedávno vyhlášeno Světovým dědictvím UNESCO. Město se pyšní 11 kilometry písečných pláží a je oblíbené též mezi vyznavači surfingu.

## Osobnosti
- J. R. R. Tolkien zde strávil 30 let života a také zde zemřel.
- Mary Shelley – je v Bournemouthu pochovaná u kostela svatého Petra
- Robert Louis Stevenson – zde napsal román Podivný případ Dr. Jekylla a pana Hyda
- Radclyfe Hall

## Doprava
Bournemouth má dvě vlaková nádraží - Bournemouth a Pokesdown. Obě stanice leží na Jihozápadní Hlavní Trati vedoucí z nádraží Londýn-Waterloo do Weymouthu. Zajíždějí sem spoje společnosti CrossCountry na lince Bournemouth - Manchester, dále spoje společnosti South Western Railway, a to spoje expresní na lince Londýn - Weymouth, spoje spěšné na lince Londýn - Weymouth a spoje zastávkové na lince Londýn - Poole. Ze stanice Victoria Coach Station sem jezdí přímé autobusy společnosti National Express. Bournemouth má též letiště, odkud míří lety zejména do evropských přímořských letovisek.

## Sport
Místní fotbalový klub AFC Bournemouth hraje od sezóny 2015/16 poprvé ve své historii anglickou Premier League.